# Championnat des États-Unis de rugby à XV de 3e division
Le Championnat des États-Unis de rugby à XV de troisième division ou Men's DIII Championship est le troisième échelon des compétitions nationales de rugby à XV aux États-Unis. C'est une compétition qui constitue l'antichambre de la Men's DII Championship.

## Format
Le championnat est composé d'équipes réparties dans diverses Conferences au sein des secteurs géographiques dénommés Geographical Unions (GUs).

## Conferences
| Atlantic North - Empire Central - Empire NYC North - Empire New Jersey - Empire South - Empire Upstate - New England | Capital Eastern Penn - Mid-Atlantic Central - Mid-Atlantic North - Mid-Atlantic South | Carolinas Florida Georgia - Carolinas North - Carolinas South - Florida - Georgia - True South North - True South South | Mid-Atlantic - Mid-Atlantic Central-North - Mid-Atlantic Central-South - Mid-Atlantic North-Blue - Mid-Atlantic North-Red - Mid-Atlantic South-East - Mid-Atlantic South-West |

Mid-America - Rocky Mountain
- Mid-America - Heart of America
- Mid-America - Missouri
- Rocky Mountain

| Midwest - Chicago Wisconsin North - Chicago Wisconsin South - East - Indiana - Iowa - Michigan East - Michigan West - South | Pacific North - Northern California - Pacific Northwest | Pacific South - Arizona North - Arizona South - Rio Grande - Southern California Gold - Southern California Green | Red River - Central - North - South |

## Palmarès[1]
| Année | Lieu                     | Vainqueur                 | Score   | Finaliste                         |
| ----- | ------------------------ | ------------------------- | ------- | --------------------------------- |
| 2000  | Rockford (Illinois)      | Boston R.C. DIII          | 30 - 18 | Stanislaus of Northern California |
| 2001  | Rockford (Illinois)      | Battleship RFC            | 23 - 12 | Milwaukee Harlequins RFC          |
| 2002  | Indianola (Pennsylvanie) | Chico Mighty Oaks RFC     | 47 - 5  | Clinton Muddy River Rugby         |
| 2003  | Indianola (Pennsylvanie) | Reno Zephyrs RFC          | 28 - 10 | Clinton Muddy River Rugby         |
| 2004  | Indianola (Pennsylvanie) | Clinton Muddy River Rugby | 22 - 19 | Reno Zephyrs RFC                  |
| 2005  | San Diego (Californie)   | Pearl City Rugby          | 26 - 10 | Montauk RFC                       |
| 2006  | San Diego (Californie)   | Mission RFC               | 32 - 22 | Boston Irish DIII                 |
| 2007  | San Diego (Californie)   | Boston Irish DIII         | 55 - 5  | Mission RFC                       |
| 2008  | Glendale (Colorado)      | Reno Zephyrs RFC          | 31 - 27 | Michiana RFC                      |
| 2009  | Glendale (Colorado)      | Northern State Rugby      | 67 - 22 | Beaumont RFC                      |
| 2010  | Glendale (Colorado)      | OMBAC DIII                | 28 - 14 | St.Louis Royals Rugby             |
| 2011  | Glendale (Colorado)      | Metropolis Minneapolis    | 46 - 25 | Syracuse Chargers RFC             |
| 2012  | Glendale (Colorado)      | New Orleans Rugby         | 36 - 20 | Philadelphia Whitemarsh RFC       |
| 2013  | Madison (Wisconsin)      | Oceanside Chiefs Rugby    | 44 - 40 | Old Blue RFC DIII                 |
| 2014  | Madison (Wisconsin)      | Old Blue RFC DIII         | 25 - 7  | Life West Gladiators              |
| 2015  | Glendale (Colorado)      | Wichita Barbarians        | 30 - 28 | Try-City Barbarians               |
| 2016  | Glendale (Colorado)      | Fairfield Yankees         | 41 - 33 | Euless Texans                     |
| 2017  | Glendale (Colorado)      | St. Louis Royals          | 29 - 19 | Bremer County Bucks               |
| 2018  | Glendale (Colorado)      | Long Island Rugby         | 18 - 33 | Austin Blacks D3                  |
| 2019  | Obetz (Ohio)             | Austin Blacks D3          | 48 - 12 | Grand Rapids Rugby                |